# Cambroraster
Cambroraster ist eine ausgestorbene monotypische Gattung der Stammgruppenvertreter der Gliederfüßer (Arthropoda). Die bislang einzige bekannte Art ist Cambroraster falcatus aus dem kambrischen Burgess-Schiefer der kanadischen Rocky Mountains.

## Etymologie
Der Wortteil „cambro“ des Gattungsnamens bezieht sich auf die Verbreitung während des Kambriums, „raster“ auf die rechenförmigen Vordergliedmaßen. Der Artzusatz (von lateinisch „falcatus“ = „sichelförmig gekrümmt“) nimmt Bezug auf den hufeisenförmigen Rückenpanzer des Fossils. Aufgrund seiner Ähnlichkeit zur Form des fiktiven Raumschiffs Millennium Falcon aus dem Star Wars Franchise, wurde Cambroraster auch als „spaceship fossil“ bekannt.

## Merkmale
Mit einer Körperlänge von bis zu 30 cm zählt Cambroraster zu den größeren Vertretern der kambrischen Fauna. Er wird jedoch von den ebenfalls den Hurdiidae zugehörigen Gattungen Titanokorys und Anomalocaris übertroffen, die eine Länge von über 50 cm erreichen können. Der gedrungene Körper ist kürzer als der Rückenpanzer und besteht aus elf Segmenten. In der Abbildung werden die Dorsale (A) und die ventrale Ansicht (B) dargestellt. Als Fortbewegungsorgane dienen laterale, mit Kiemen besetzte Schwimmklappen sowie vier kurze Schwanzblätter.

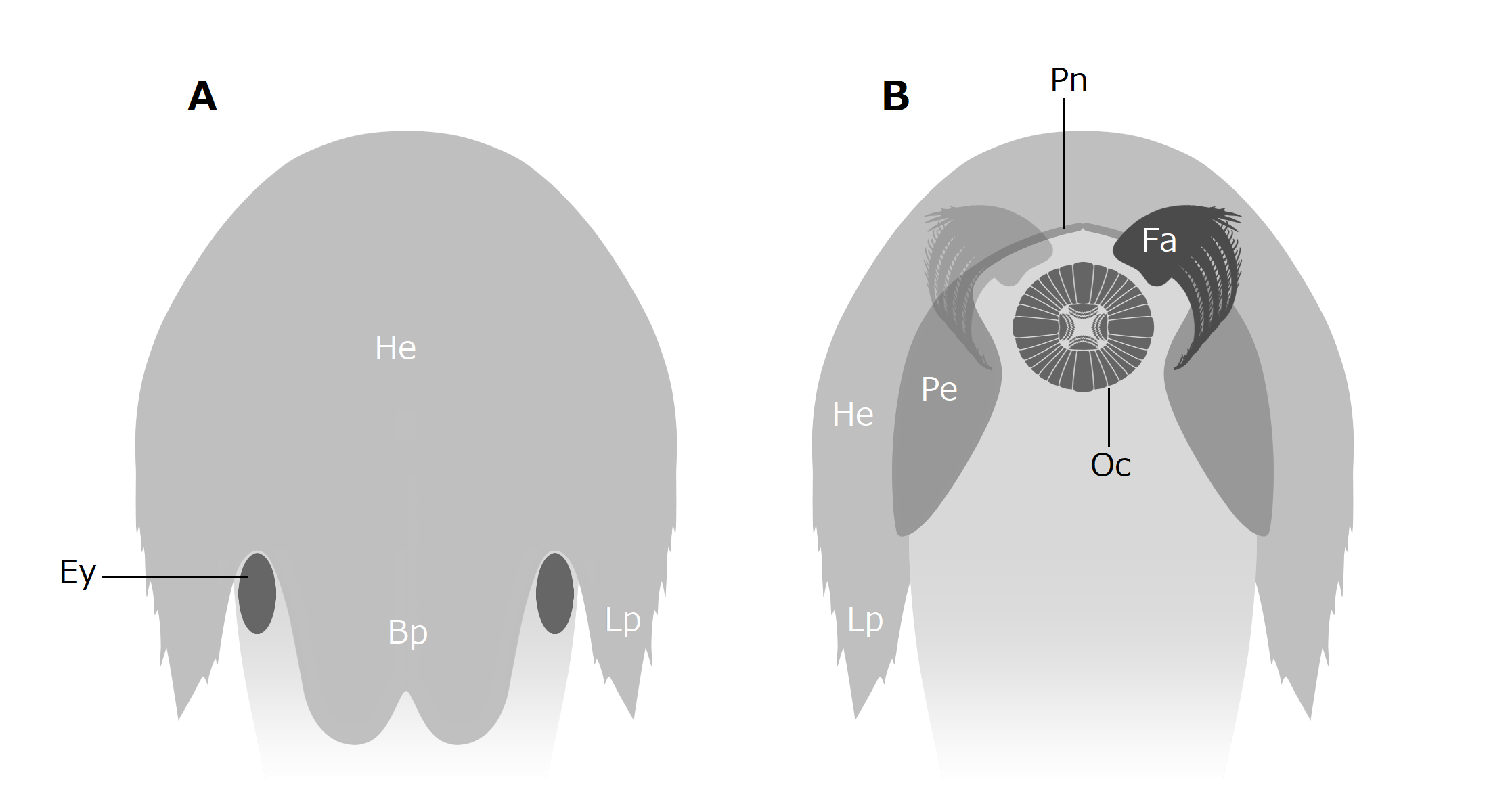
Rekonstruktion von Cambroraster falcatus

Das auffälligste, für viele Hurdiidae gattungstypische Merkmal von Cambroraster ist der dreiteilige Rückenpanzer mit großem, hufeisenförmigen Hauptelement (He = „H-Element“) sowie zwei „P-Elementen“ (Pe = P-element, Pn = P-element neck). Das „H-Element“ ist anterior abgerundet und geht in längliche, flügelartige Fortsätze (Lp = Posterolateral process) über, die an den Rändern mit kleinen Stacheln besetzt sind. Am mittleren posterioren Ende geht das „H-Element“ in einen zweispitzigen Vorsprung über (Bp = Bilobate posterior region). Diese posteriore Einkerbung ist wesentlich stärker ausgeprägt als bei vergleichbaren Taxa wie Hurdia und Pahvantia. Die elliptischen, nach oben gerichteten Augen (Ey = Eye) befinden sich in tiefen Einkerbungen zwischen dem zentralen Vorsprung und den seitlichen Schwimmklappen. Die Unterseite des Kopfes wird durch zwei paddelförmige, an ihrem schmaleren Ende verbundene Platten geschützt. Die Mundöffnung (Oc = Oral cone) ist kreisförmig und mit gut ausgebildeten Zahnplatten besetzt.
Cambroraster besitzt ein einziges Paar segmentierter vorderer Fangarme (Fa = Frontal appendage). Gemeinsam mit der kreisförmigen Mundöffnung sowie den lateralen, lappenförmigen Schwimmklappen gelten sie als typische Merkmale vieler Vertreter der Hurdiidae, wie etwa Anomalocaris. Die Fangarme gliedern sich in Einzelsegmente, sogenannte Podomere, von denen Edite genannte Stacheln abzweigen. Von diesen gehen wiederum charakteristische kamm- oder hakenförmige innere Stacheln aus. Der Aufbau der Fangarme ähnelt dem der verwandten Gattung Titanokorys. Jedoch sind die Endite bei Cambroraster in Relation zur Enditbreite deutlich kürzer als bei Titanokorys. Eine im Jahr 2021 durchgeführte digitale 3D-Modellierung ergab, dass Cambroraster falcatus aufgrund seiner relativ starren Fangarme den geringsten potentiellen Artikulationsgrad aller untersuchten Radiodonten besaß.

## Systematik
Eine phylogenetische Analyse ergab, dass Cambroraster eng mit der Gattung Titanokorys verwandt ist, die ebenfalls im kanadischen Burgess-Schiefer angetroffen wurde. Gleiches gilt für Zhenghecaris aus den Maotianshan-Schiefern in der chinesischen Provinz Yunnan. Beide Gattungen weisen Ähnlichkeiten in der Form des Panzers und eine große Anzahl fein verteilter, rechenförmiger Stacheln an den Fangarmen auf.
Cambroraster falcatus liegt in den Burgess-Schiefern mit Titanokorys gainesi auf denselben Schichtflächen, wobei Cambroraster wesentlich häufiger vorkommt. Dies legt nahe, dass beide Arten zur gleichen Zeit und im selben Ablagerungsraum existierten. Einer Hypothese der Erstbeschreiber Caron und Moysiuk zufolge handelt es sich bei Cambroraster falcatus und Titanokorys gainesi um ontogenetische Stadien oder Sexualdimorphismus innerhalb einer Art. Nach einer ersten phylogenetischen Analyse nahm man jedoch Abstand von dieser Hypothese. Ausschlaggebend hierbei war die Form des „H-Elements“, das bei Cambroraster falcatus hufeisenförmig ausgeprägt und bei Titanokorys gainesi annähernd eiförmig ist.

Die Gattung Cambroraster befindet sich innerhalb der Ordnung der Radiodonta sowie der Familie der Hurdiidae. Cambroraster bildet gemeinsam mit Zhenghecaris eine Klade. Titanokorys, Pahvantia, Hurdia und Aegirocassis stellen Schwestertaxa dar. Die Gruppe aller oben genannten Taxa bildet mit Stanleycaris und Peytoia eine Polytomie, während Schinderhannes bartelsi eine Schwesterart zu allen anderen Hurdiidae darstellt.

## Forschungsgeschichte
Cambroraster wurde erstmals 2014 in den Burgess-Schiefern des kanadischen Kootenay Nationalparks im Westen British Columbias entdeckt. Die Funde wurden auf ein Alter von etwa 507 Millionen Jahren datiert. Dementsprechend sind sie dem Wuliuum in der dritten Serie des Kambriums zugehörig.
An den Fundstellen Marble Canyon und North Tokumm wurden mehrere Exemplare entdeckt, die man aufgrund der Beschaffenheit ihrer Fangarme zunächst der Gattung Hurdia zuordnete. Nach dem Fund von umfangreichem Material in North Tokumm im Jahr 2018, erfolgte 2019 die formelle Beschreibung der eigenständigen Gattung Cambroraster sowie der Art Cambroraster falcatus durch Moysiuk und Caron. Im Jahr 2021 wurde der Bewegungsapparat von Cambroraster falcatus erstmals im Zuge einer 3D-Modellierung dargestellt. Der Holotyp ROMIP 65078 sowie mehrere Paratypen befinden sich derzeit im kanadischen Royal Ontario Museum.
Cambroraster wird im Kootenay-Nationalpark häufig angetroffen, wo über 100 Exemplare freigelegt wurden. Die bei weitem wichtigste Fundstelle ist North Tokumm. Es kommen aber auch Funde am Marble Canyon vor. Von Mount Stephen und Mount Field sind lediglich einzelne, isolierte Panzerfragmente bekannt. Cambroraster falcatus tritt gleichzeitig mit der verwandten Art Titanokorys gainesi in den Burgess-Schiefern auf, wobei Cambroraster falcatus zahlreicher ist.

## Ökologie
Wie auch andere Vertreter der Hurdiidae zeigt Cambroraster falcatus eine Anpassung an die Nahrungsgewinnung aus dem Sediment. Der breite Rückenpanzer, die nach oben gerichteten Augen und der gedrungene Körper lassen vermuten, dass die Art benthisch lebte und die meiste Zeit in der Nähe des Meeresbodens verbrachte. Die kräftigen inneren Stacheln der Fangarme bildeten vermutlich ein starres, korbartiges Gebilde. Durch seitliche Bewegung der Fortsätze wurde das Sediment aufgewühlt und kleine Organismen herausgesiebt. Im Vergleich zu verwandten Hurdiiden wie Hurdia und Stanleycaris könnten die besonders zahlreichen und fein verteilten, kräftigen Sekundärstacheln den Fang von winzigen benthischen Organismen ermöglicht haben, obwohl auch größere Beute verzehrt worden sein könnte. Allerdings waren gerade diese starren, kräftigen Fortsätze vermutlich nur schlecht dazu geeignet, größere und beweglichere Beutetiere zu greifen. In North Tokumm wurde eine große Anzahl an Fossilien auf denselben Banken gefunden. Dies lässt möglicherweise auf ein Massenhäutungsverhalten schließen.

## Galerie

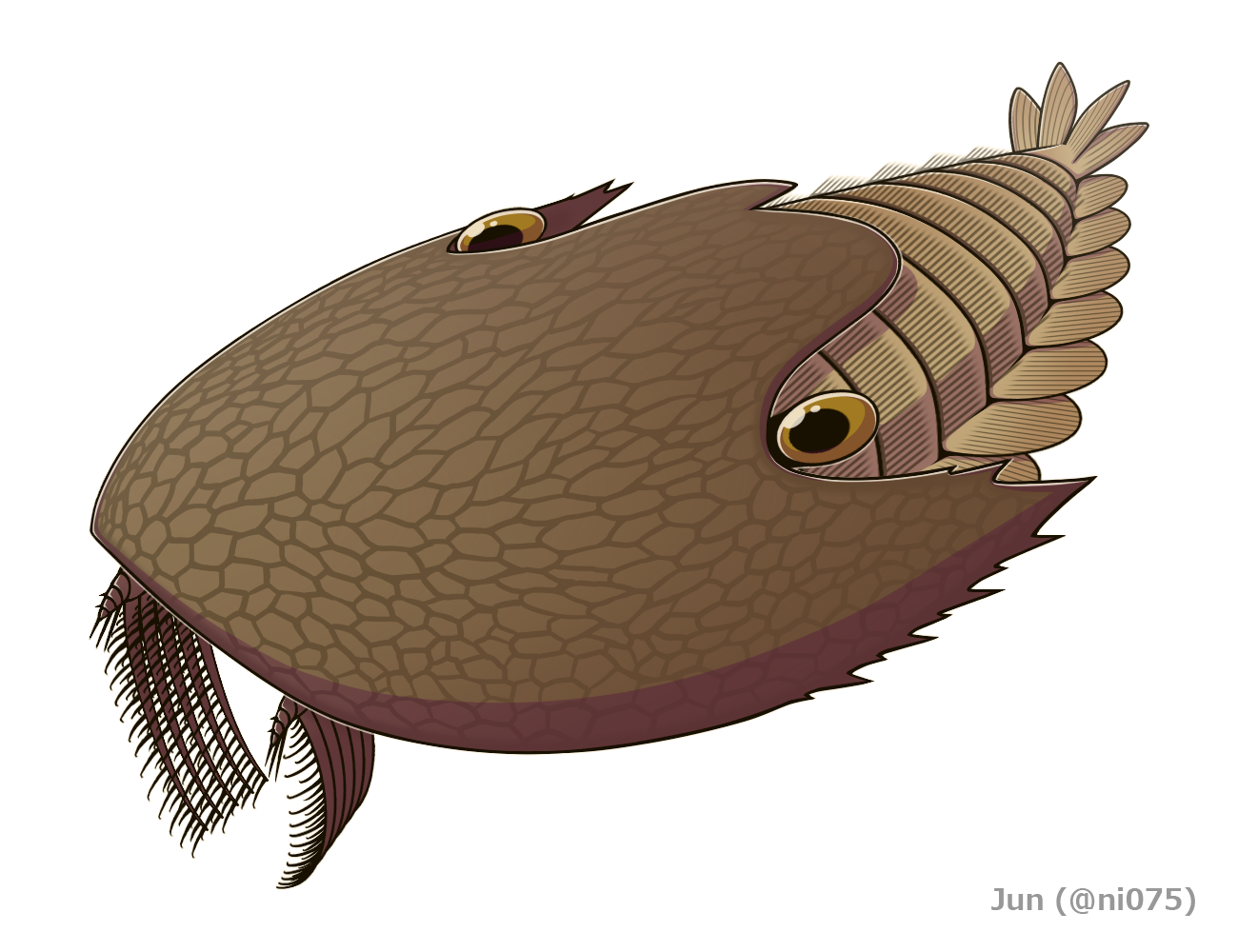
Rekonstruktion
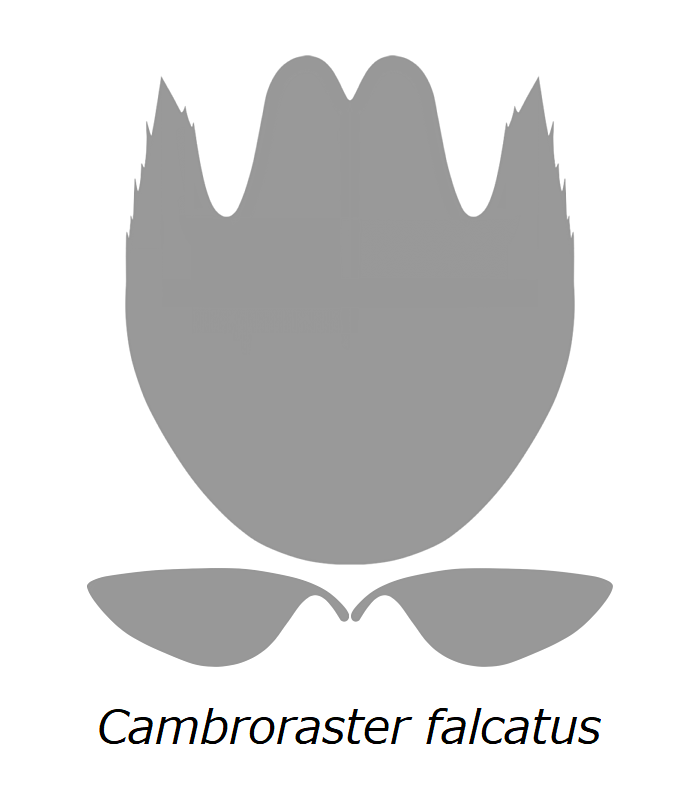
Kopfschild
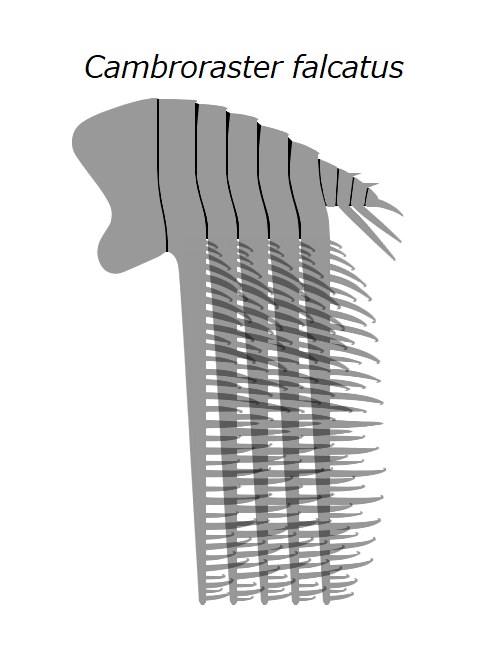
Segmentierter Fangarm
Artikulationsgrad